# Сент-Круа-о-Мин
Сент-Круа́-о-Мин (фр. Sainte-Croix-aux-Mines) — коммуна на северо-востоке Франции в регионе Гранд-Эст (бывший Эльзас — Шампань — Арденны — Лотарингия), департамент Верхний Рейн, округ Кольмар — Рибовилле, кантон Сент-Мари-о-Мин. До марта 2015 года коммуна в составе кантона Сент-Мари-о-Мин административно входила в округ Рибовилле.
Площадь коммуны — 27,85 км², население — 2049 человек (2006) с тенденцией к стабилизации: 2021 человек (2012), плотность населения — 72,6 чел/км².

## Население
Численность населения коммуны в 2011 году составляла 1962 человека, а в 2012 году — 2021 человек.
| 1962 | 1968 | 1975 | 1982 | 1990 | 1999 | 2006 | 2008 | 2011 | 2012 |
| ---- | ---- | ---- | ---- | ---- | ---- | ---- | ---- | ---- | ---- |
| 2399 | 2261 | 2332 | 2010 | 1932 | 2035 | 2049 | 2066 | 1962 | 2021 |

Динамика населения:

## Экономика
В 2010 году из 1215 человек трудоспособного возраста (от 15 до 64 лет) 928 были экономически активными, 287 — неактивными (показатель активности 76,4 %, в 1999 году — 71,6 %). Из 928 активных трудоспособных жителей работали 803 человека (447 мужчин и 356 женщин), 125 числились безработными (57 мужчин и 68 женщин). Среди 287 трудоспособных неактивных граждан 81 были учениками либо студентами, 105 — пенсионерами, а ещё 101 — были неактивны в силу других причин.
На протяжении 2011 года в коммуне числилось 797 облагаемых налогом домохозяйств, в которых проживало 1869 человек. При этом медиана доходов составила 18458 евро на одного налогоплательщика.

## Достопримечательности (фотогалерея)

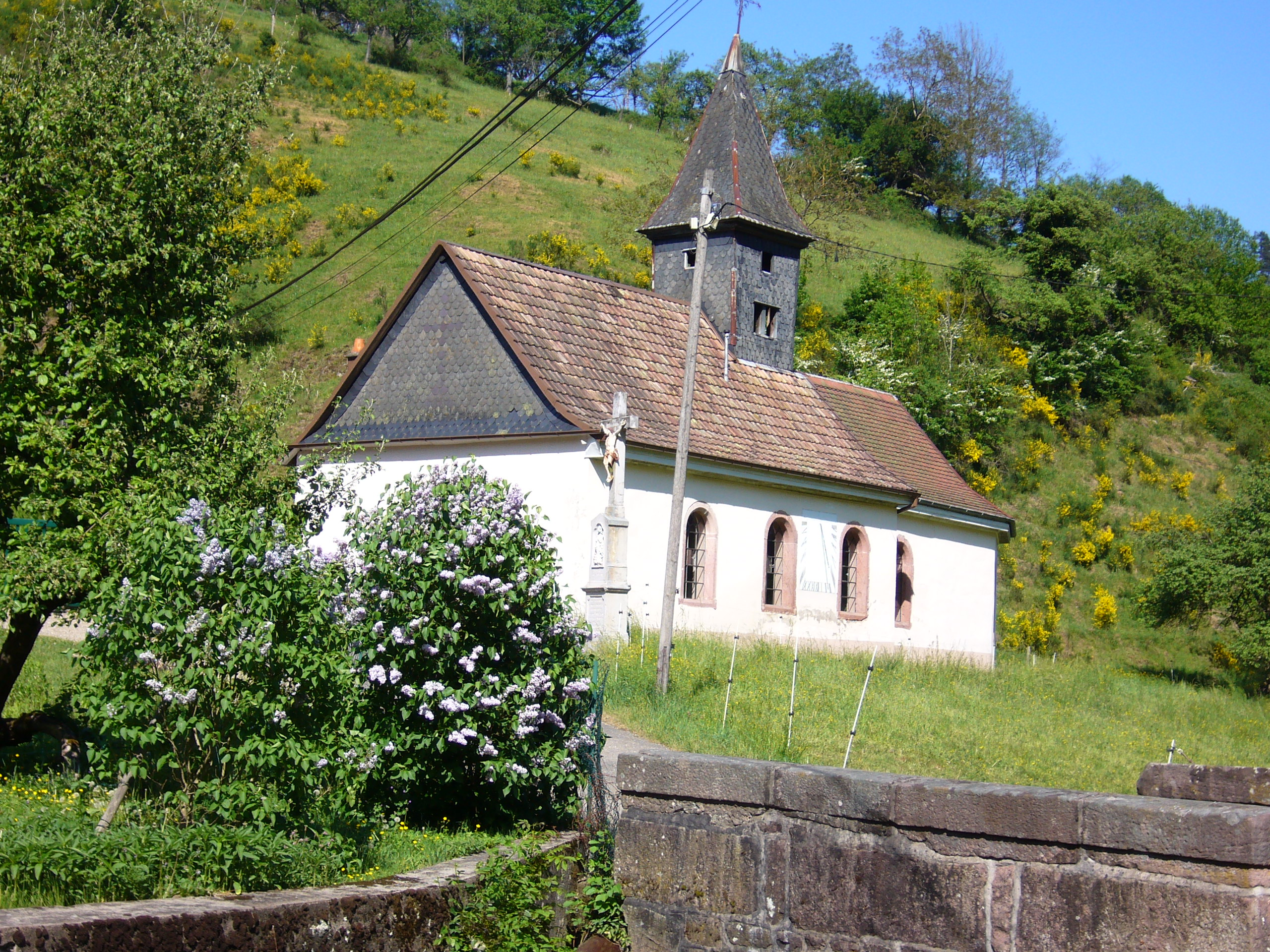
Часовня Святого Антония
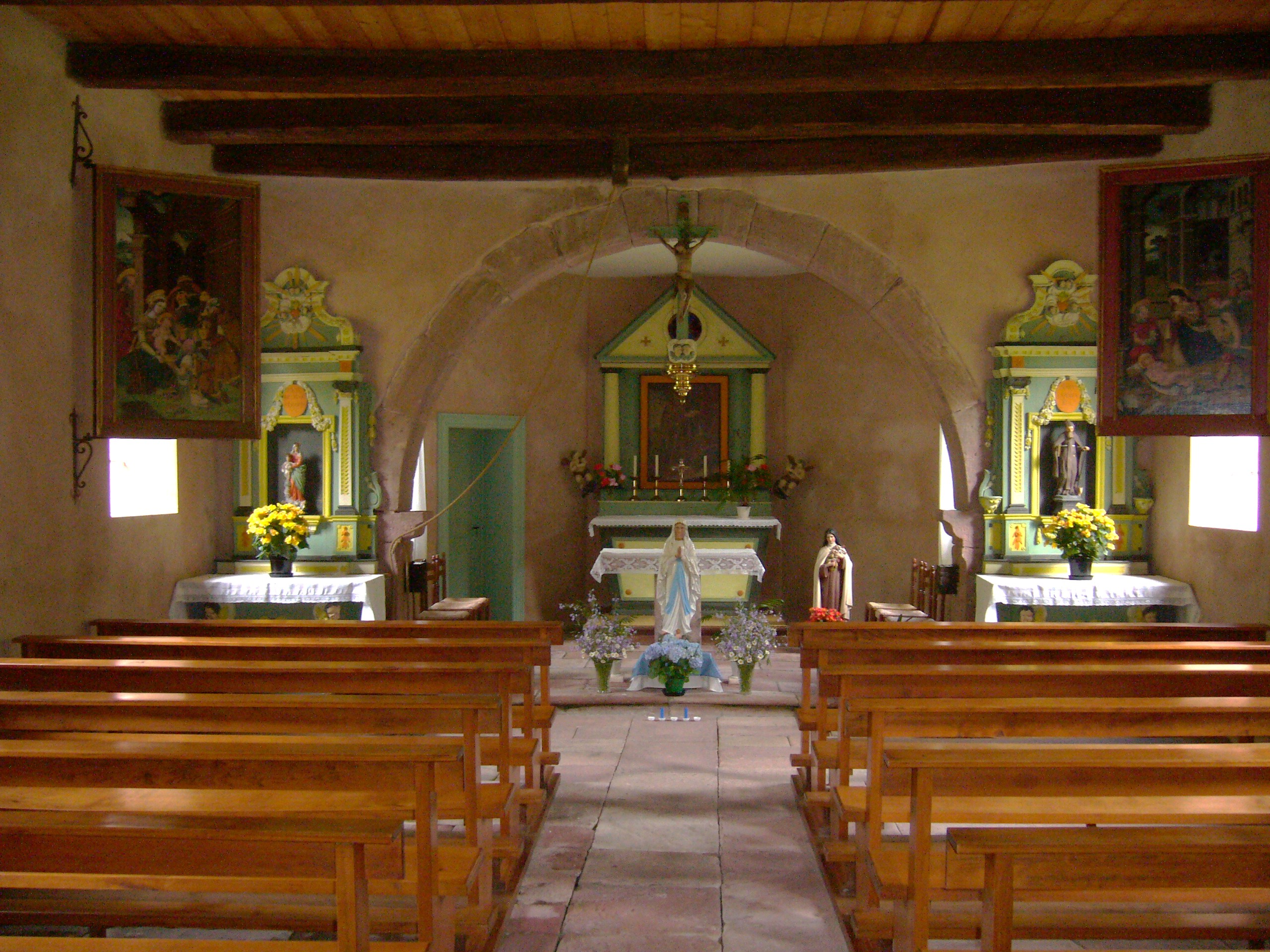
Интерьер часовни
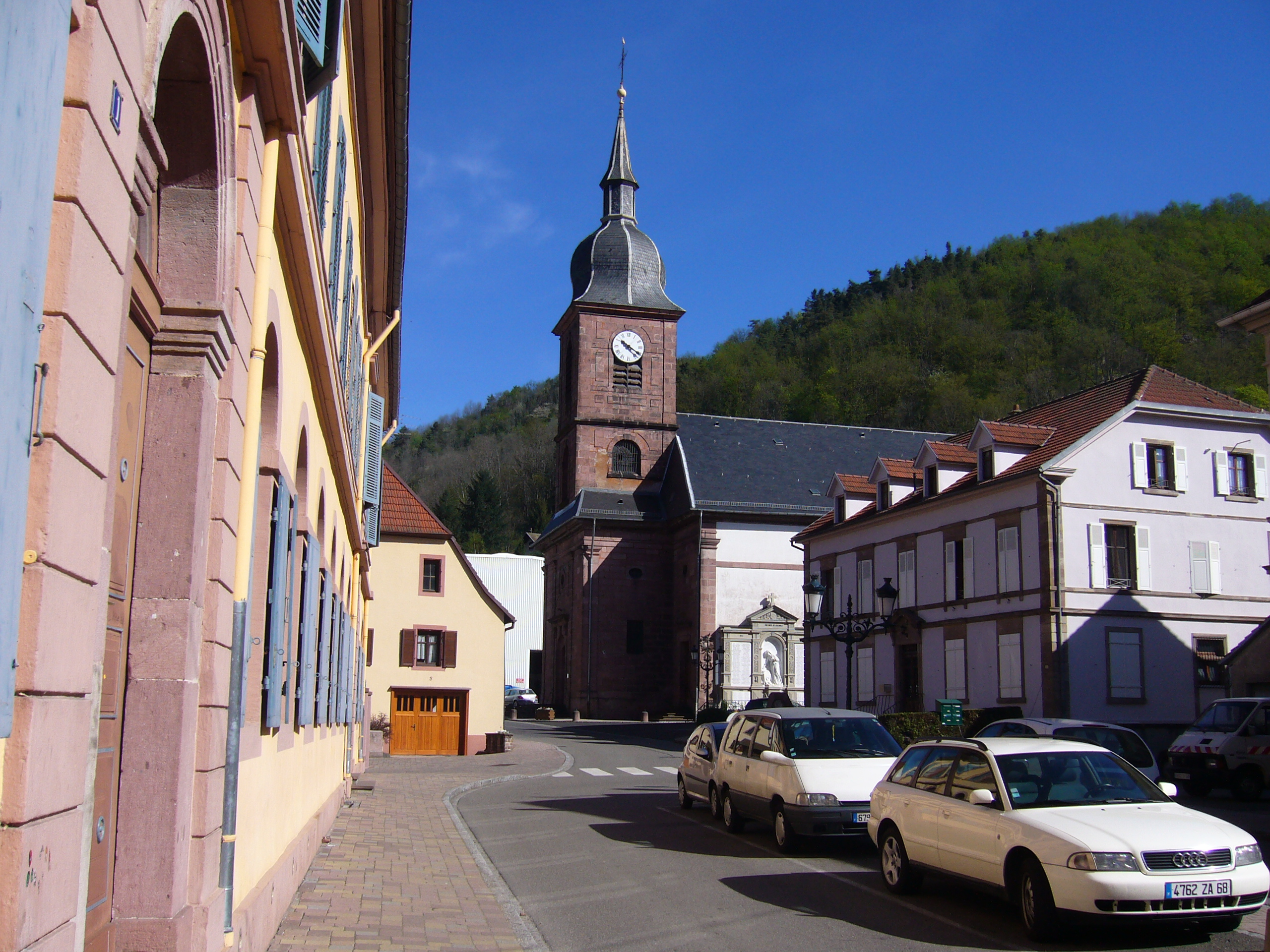
Церковь Святого Николая
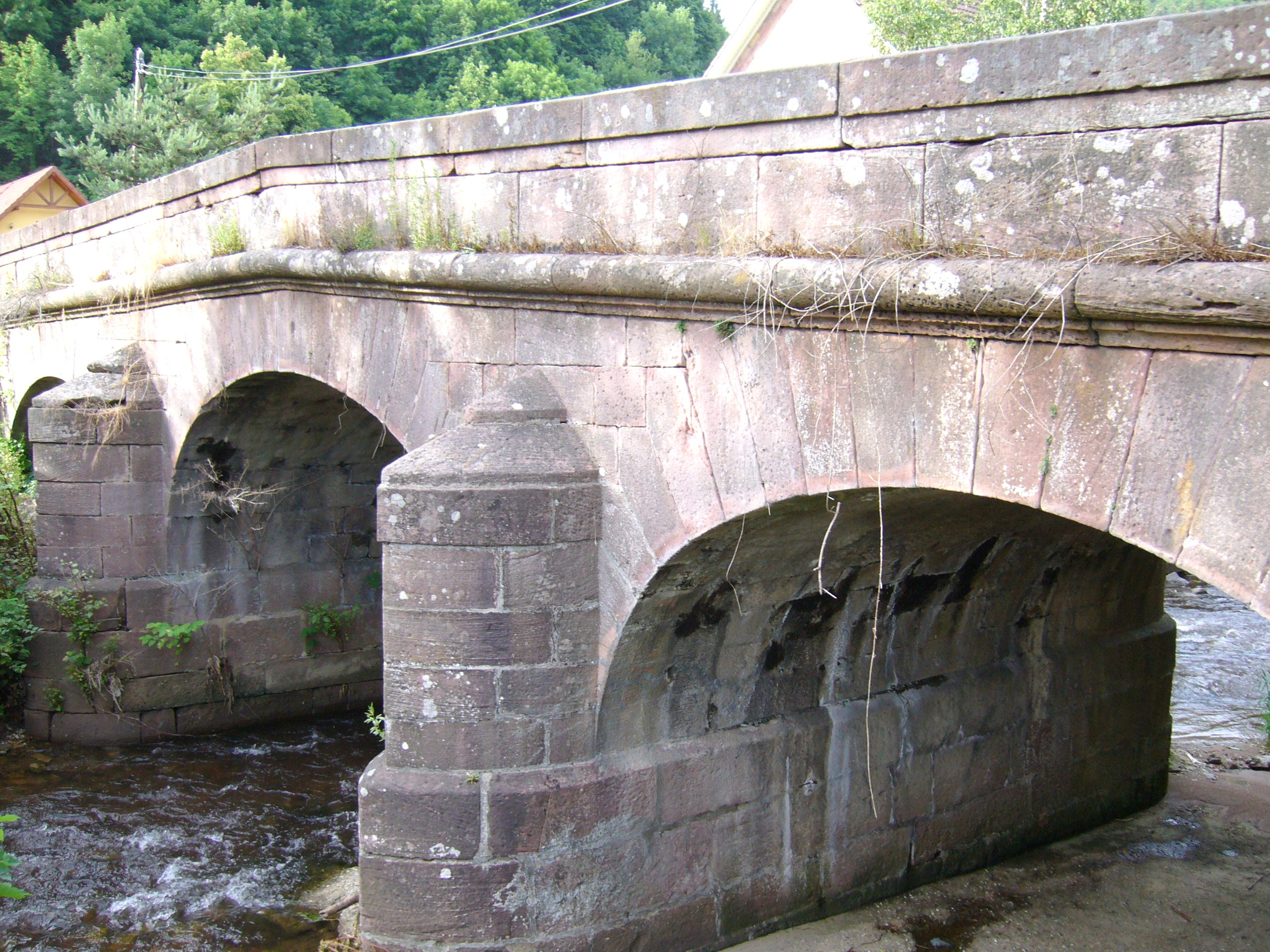
Мост через реку Тимбак